# ماریوس کلومپربیک
ماریوس کلومپربیک (انگلیسی: Marius Klumperbeek؛ زادهٔ ۷ اوت ۱۹۳۸) ورزشکار روئینگ اهل پادشاهی هلند است.
وی در مسابقات کشوری و بین‌المللی در مجموع برندهٔ ۱ مدال برنز شده‌است.